# Solanum sect. Torva
Solanum sect. Torva es una sección del género Solanum. Incluye las siguientes especies.

## Especies
- Solanum acutilobum Dunal
- Solanum albidum Dunal
- Solanum asperolanatum Ruiz & Pav.
- Solanum bolivianum Rusby
- Solanum bonariense L.
- Solanum chrysotrichum Schltdl.
- Solanum crinitipes Dunal
- Solanum crotonoides Lam.
- Solanum donianum Walp.
- Solanum glutinosum Dunal
- Solanum guaraniticum A. St.-Hil.
- Solanum lanceolatum Cav.
- Solanum paniculatum L.
- Solanum saturatum M. Nee
- Solanum torvum Sw.